# زت-کهولت
زت-کهولت (به آلمانی: Seeth-Ekholt) یک شهر در آلمان است که در پینبرگ واقع شده‌است. زت-کهولت ۸۴۵ نفر جمعیت دارد.